# 브로민
브로민(←영어: Bromine 브로마인[*]) 또는 브롬(←독일어: Brom 브롬[*])은 할로젠에 속하는 화학 원소로 원소 기호는 Br(←라틴어: Bromium 브로미움[*]), 원자 번호는 35이다. 독한 냄새가 난다하여 취소(臭素←일본어: 臭素 슈소[*])라고도 한다. 실온에서 적갈색의 휘발성 액체로, 반응성은 염소와 아이오딘의 중간 정도이다. 부식성이 매우 강하여 액체 상태의 브로민은 신체 조직을 상하게 하며, 증기는 눈과 목을 자극하여 매우 해롭다. 자연에서는 순수한 형태로 발견되지 않고 주로 수용성의 브로민화 염 형태로 존재한다.
지각 속에서는 비교적 희귀한 원소이나, 브로민 화합물 대부분이 물에 잘 녹으므로 해수에 다량 포함되어 있으며, 대부분 염호에서 생산된다. 주 생산국은 미국, 이스라엘, 중국 등이며, 전체 생산량은 지각 속에서 훨씬 더 풍부한 원소인 마그네슘과 비슷하다.
유기 브로민 화합물은 고온에서 쉽게 브로민 원자를 내놓으며, 이는 라디칼의 화학적인 연쇄 반응을 막는 효과가 있다. 이러한 특성을 이용하여 방염에 사용할 수 있다. 하지만 태양광에 노출되기만 해도 같은 반응이 일어날 수 있고 오존층 파괴에 영향을 미칠 수도 있으므로 과거에 유기 브로민 화합물을 사용하던 살충제 등은 대부분이 금지되어 있다. 그러나 현재까지도 브로민 화합물은 사진의 필름 및 다른 유기 화합물의 제조 등에 사용된다.
오랫동안 포유류 내에서 생물학적 역할이 없는 것으로 알려져 있었으나 최근 연구에 따르면 조직 세포의 성장에 필수적이며 일부 항균 효소에서 사용된다. 유기 브로민 화합물은 주로 해조류가 효소를 통해 생성하며, 브로민을 최초로 발견할 때에도 이들을 통해 발견하였다. 또, 브로민 증기는 남성의 불임을 일으킨다는 속설이 있으나 성기능에 미치는 영향은 아직 확실하지 않다.

## 특성

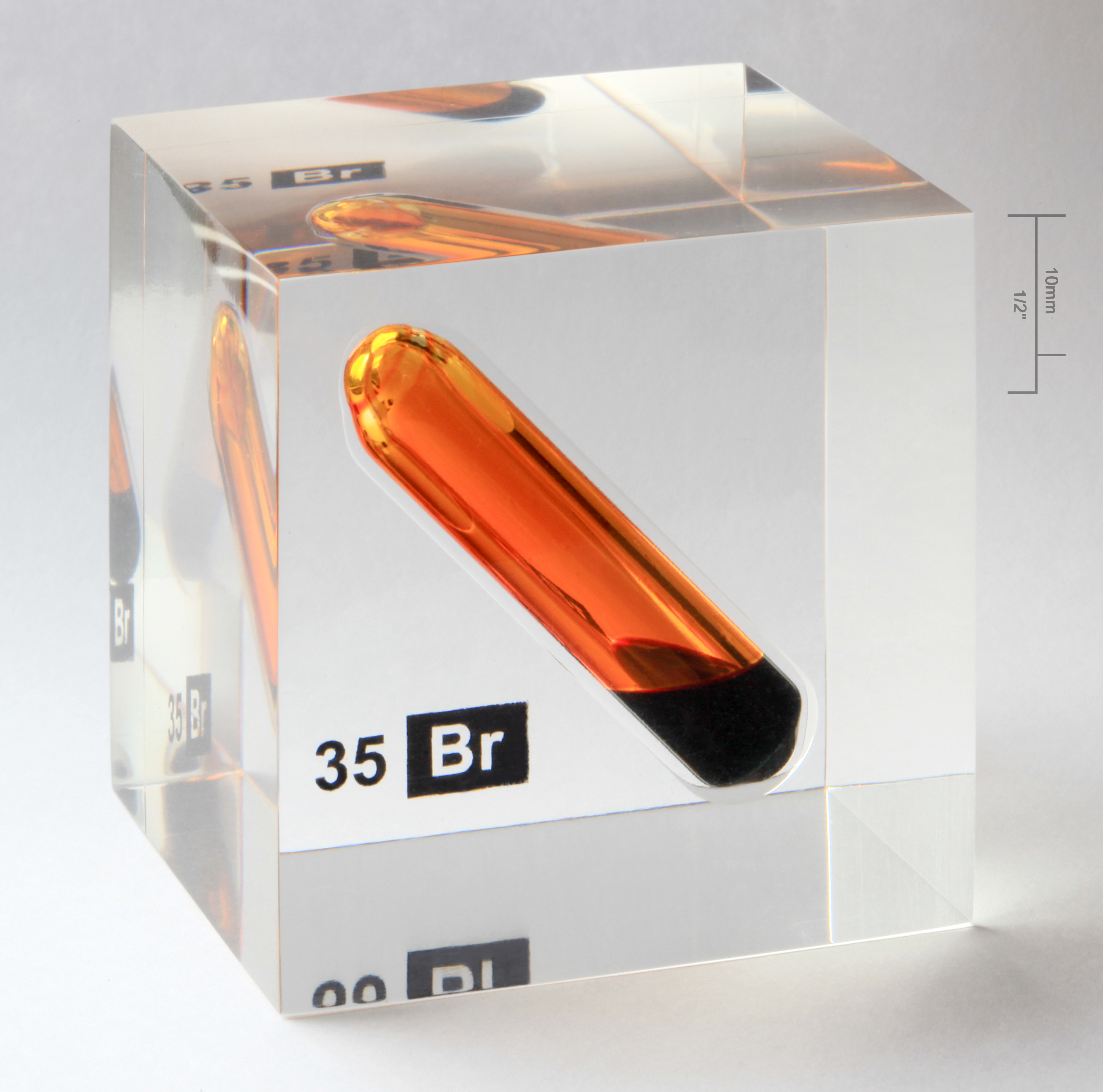
순도 99.8% 브로민 2g

순수한 브로민은 이원자 분자 형태(Br2)로 존재한다. 브로민 분자는 밀도가 높고 약간 투명한 적갈색의 액체로 표준 온도 압력에서 쉽게 증발하여 염소와 비슷한 불쾌한 냄새가 나는 주황색 기체가 된다. 한편, 실온에서 액체 상태로 존재하는 원소는 수은과 브로민이 유일하다.
55GPa(약 54만 기압) 이상의 압력을 가하면 금속성이 되며, 75GPa(약 74만 기압)의 압력을 가하면 면심 사방정계 구조를 갖는다. 100GPa의 압력을 가하면 단원자 분자 형태로 분해되어 체심 사방정계 구조를 가진다.
한편, 브로민의 반응성은 염소와 아이오딘의 중간 정도로, 대부분의 금속 원소와 반응하여 브로민화 염을 만든다. 대부분의 유기 화합물과도 잘 반응하며 이원자 분자 형태에서 라디칼로 분해되기 쉬운 조건에서 특히 잘 반응한다. 표백 작용 또한 뛰어나다. 물에는 소량 용해되며, 이황화 탄소, 사염화 탄소, 아세트산 등의 용매에는 잘 녹는다. -1에서 +7까지의 산화수를 가질 수 있으나 산화 상태가 –1인 것이 가장 흔하며 이는 다른 할로젠 원소들과 마찬가지로 무색이고 물에 잘 용해된다. 또한, 브로민은 대부분의 금속 원소와 아이오딘을 산화시키는 산화제이기도 하다.
앙금 생성 반응을 통해 산출되는 브로민화 은은 연노란색이므로 브로민 이온 (Br-)을 검출할 때 이러한 앙금이 유용하다.
유기 화학에서는 다른 할로젠 원소들과 마찬가지로 탄화수소의 수소를 대체할 수 있다(치환 반응). 일반적으로 반응하는 탄화수소가 무색이면 치환된 탄화수소 또한 무색을 띠며 치환된 물질은 밀도와 녹는점이 증가한다. 또, 유기 브로민 화합물은 고온이거나 태양광이 있을 때 쉽게 브로민 원자를 내놓아 라디칼의 화학적 연쇄 반응을 막는 효과가 있으므로 방염 물질로 사용하기도 한다. 브로민수는 알켄, 페놀, 아닐린 등의 물질과 반응하면 적갈색의 브로민수가 무색이 되는 탈색 반응을 일으키므로 그러한 물질의 존재 여부를 판단하는 시약으로 사용된다.
순수한 브로민은 독성이 강하며 화상을 입힐 수 있다. 또, 강력한 산화제이기 때문에 대부분의 유기 화합물과 무기 화합물을 산화시킨다. 따라서 브로민을 운송할 때는 강철로 만든 튼튼한 용기에 담아서 조심스럽게 취급해야 한다. 브로민 증기를 흡입하면 눈, 코, 점막 등에 손상을 줄 수 있으며, 만약 노출되었다면 즉시 맑은 공기를 마셔야 한다. 브로민 증기를 많이 들이마실 경우, 눈, 코, 기도, 폐에 손상을 줄 수 있으며, 피부에 얼룩이 생기고 호흡기와 중추 신경계에 악영향을 줄 수 있으므로 주의가 필요하다. 남성의 불임을 일으킨다는 속설이 있으나 성기능에 미치는 영향은 아직 확실하지 않다.

## 동위 원소
브로민은 79Br(50.69%)과 81Br(49.31%) 두 종류의 안정 동위 원소가 존재한다. 이외에 원자량 67에서 98 사이에 23종류의 방사성 동위 원소가 알려져 있으며, 대부분은 방사성 붕괴의 결과물이다. 원자량이 큰 브로민 동위 원소는 중성자 방출을 늦추는 효과가 있어 노심의 제어에 사용된다. 모두 반감기가 비교적 짧은 편이며, 가장 반감기가 긴 것은 77Br로 반감기가 2.376일이다. 67Br은 반감기가 알려져 있지 않다. 또, 브로민은 준안정한 이성질핵들이 존재한다. 대표적인 이성질핵인 79mBr은 4.86초의 반감기를 거쳐 바닥 상태인 79Br로 붕괴한다.

## 역사
브로민은 1825년과 1826년, 뢰비히(Carl Jacob Lowig)와 발라르(Antoine Jerome Balard)가 각각 발견하였다.
발라르는 1826년 몽펠리에의 염생습지에서 얻은 해초를 이용하여 브로민 화합물을 발견하였다. 당시 해초는 아이오딘 생산에 사용되었는데 여기에는 브로민도 포함되어 있었다. 발라르는 해초를 염소에 반응시킨 후 어떤 물질을 분리하였으며 이렇게 얻은 원소는 염소와 아이오딘의 중간 성질을 가졌다. 발라르는 이 물질이 일염화 아이오딘(ICl)임을 밝히려고 노력했지만 곧 이것이 새 원소임을 알아내고 라틴어 muria(소금물이라는 뜻)에서 이름을 따 무라이드(muride)라는 이름을 붙였다.
뢰비히는 1825년 그의 고향 바트크로이츠나흐(Bad Kreuznach) 지역에 있는 광천수에서 브로민을 발견하였다. 그는 이 물을 염소와 반응시킨 후, 다이에틸 에터와 브로민을 함께 분리하였다. 여기서 다이에틸 에터를 증발시키자 적갈색의 액체가 남았다. 그러나 그의 연구 결과 출판이 늦어져서 발라르가 먼저 그 결과를 세상에 알렸다.
이후 발라르는 연구 결과를 발표하면서 무라이드 대신 ‘악취’를 뜻하는 브롬(←그리스어: βρωμος 브로모스[*])이라는 이름을 사용하였다.
한편, 브로민이 실용적인 용도로 사용되기 시작한 분야는 사진이었다. 1840년에 기존에 쓰던 아이오딘화 은보다 브로민화 은이 사진에 더 적합하다는 것이 알려졌다. 19세기 말에서 20세기 초에는 브로민화 칼륨(KBr)과 브로민화 나트륨(NaBr)이 항경련제와 진정제로 쓰이다가 대부분 다른 물질로 대체되었다. 제1차 세계대전 초기인 1915년 1월에는 독일군이 러시아군에게 브로민화 자일렌이라는 독성가스를 ‘백십자(←독일어: Weisskreuz 바이스크로이츠[*])’라는 이름으로 대량 사용하였으나, 전투 당시 기온이 낮아 모두 얼어버리는 일이 발생하기도 하였다.

## 존재
브로민은 자연에서 이원자 분자 형태(Br2)나 유기 브로민 화합물로는 거의 존재하지 않고 지각의 암석 속에 브로민화 염 형태로 널리 존재한다. 바다로 흘러드는 물이 이러한 화합물을 끊임없이 운반하기 때문에 해수 속에는 약 65ppm 정도의 브로민이 용해되어 있다. 지각 속에는 약 0.4ppm 정도의 농도로 들어 있으며, 62번째로 많은 원소이다. 토양에는 지역에 따라 5~40ppm까지 다양하지만 일부 화산 지역에서는 500ppm가량 함유되어 있기도 하다. 대기 중에는 극미량 들어있다.
주 생산 지역은 미국의 아칸소주, 중국의 산둥성, 이스라엘과 요르단에 걸쳐 있는 사해 등이다.

## 용도

### 방염 물질
브로민은 방염 물질에 가장 많이 이용된다. 브로민을 포함한 물질이 연소하면 브로민화 수소산을 내놓는데 이는 반응성이 매우 높은 수소와 산소의 라디칼, 수산화기 등과 반응하여 반응성이 작은 편인 브로민 원자를 내놓아 연쇄 반응을 방해하므로 연소할 때의 산화 반응을 막는 역할을 한다. 이렇게 만들어진 브로민의 라디칼은 산화 반응에 참여하는 다른 라디칼과 계속 반응하여 연소를 막는 역할을 한다. 이러한 원리로 만든 방염 물질은 대부분 무해하고 화재를 막는 능력이 뛰어나다. 특히 잠수함, 비행기, 우주선 등 밀폐된 공간에서 그 효과가 뛰어난데, 값이 비싼데다가 생산 과정 및 화재 진압 과정의 부산물로 인해 오존층이 파괴될 수 있으므로 항공우주 분야나 군사 분야를 제외하면 더 이상 화재 진압용으로 사용하지 않는다.

### 휘발유 첨가물
브로민화 에틸렌은 자동차 엔진의 노킹 현상을 방지하기 위해 테트라에틸 납을 첨가한 휘발유에 첨가물로 사용되었다. 그러나 1970년대 이후 환경오염 문제 때문에 더 이상 사용하지 않는다.

### 살충제
브로민화 메틸과 브로민화 에틸렌은 독성이 강해 가정용 및 야외용 살충제로 사용되었다. 그러나 오존층 파괴에 영향을 미칠 수도 있다는 사실이 알려졌고, 2005년까지 오존층 파괴 물질을 없애기로 한 몬트리올 의정서에 따라 더 이상 사용되지 않는다. 그러나 몬트리올 의정서가 채택되는 1991년 이전까지 이미 35000톤 이상의 브로민 계통의 살충제가 사용된 것으로 추정된다.

### 의료용
브로민화 칼륨과 브로민화 나트륨은 19세기와 20세기 초반에 진정제와 항경련제로 사용되었다. 현재까지도 단순한 브로민화 염은 일부 국가에서 항경련제로 이용된다. 그러나 이러한 브로민 화합물을 장기간 복용하면 브로민 중독에 걸릴 수 있고 중추 신경계와 피부에 악영향을 줄 수 있다.

### 기타
- 브로민화 에티듐(EtBr)은 DNA와 잘 결합하며, 이때 자외선을 비추면 주황색으로 빛나므로 DNA의 염색에 사용한다.
- 굴절률이 높은 브로민 화합물은 광학 기구에 사용되기도 한다.
- 염소와 함께 물의 소독 및 정화에 사용한다.
- 과거에 사진을 찍을 때 화합물 형태로 사용하였다.
- 보라색 염료의 제조에 사용된다.